# Euripont
Euripont (grec antic: Εὐρυπῶν, llatí: Eurypon; de vegades anomenat Eurició, grec antic: Εὐρυτίων, llatí: Eurityon) va ser el tercer rei llegendari d'Esparta de la casa dels pròclides, que va donar el seu nom a la dinastia coneguda després com a euripòntida. Era fill de Soos, també rei d'Esparta.
Plutarc diu que durant el seu regnat es va relaxar el poder reial i que va ser un demagog. Poliè diu que va fer la guerra contra els arcadis a Mantinea. Pausànias també en parla.